# Non temerò alcun male
Non temerò alcun male (I Will Fear No Evil) è un romanzo di  fantascienza dello scrittore statunitense Robert A. Heinlein pubblicato nel 1970.
Il titolo originale è tratto dal Salmo 23:4. 

## Storia editoriale
Scritto nell'ottobre 1969, fu pubblicato a puntate sui numeri di luglio, agosto, ottobre e dicembre 1970 di Galaxy Science Fiction e in volume rilegato quello stesso anno.
La traduzione italiana di Adriana dell'Orto fu pubblicata dalla casa editrice Bompiani nel 1972, nella collana Letteratura Moderna, e contemporaneamente dal Club degli Editori, una ristampa uscì nel 1977 nella collana Tascabili Bompiani;

## Trama
La storia si svolge nei primi anni del XXI secolo in una Terra sovrappopolata e con una società violenta e disfunzionale.
Il miliardario Johann Sebastian Bach Smith, nato come Schmidt, ormai novantenne e decrepito, è tenuto in vita da un supporto medico, sicché decide di far trapiantare il proprio cervello in un nuovo corpo, offrendo un milione di dollari ai congiunti di un donatore in stato di morte cerebrale.
Smith omette di porre qualsiasi restrizione sul sesso del donatore, così al risveglio e durante il decorso post operatorio scopre, non senza traumi, di avere un corpo femminile: si tratta della sua avvenente segretaria Eunice Branca, uccisa da un balordo. Fortunatamente Smith comunica con la coscienza di lei, che continua a vivere nel corpo.
In un anno di nuova identità, con il nome di Joan Smith, ella impara velocemente il ruolo, ben consigliato da Eunice e provandone le gioie, prevalentemente con uomini. Episodio di rilievo la disputa giudiziaria con i discendenti, la riconciliazione con il vedovo, l'artista José "Joe" Branca, e la decisione di avere un bambino dal vecchio Smith, facendosi inseminare con lo sperma depositato in una banca del seme.
Joan sposa il suo avvocato, il maturo Jakob Moshe Solomon, che però muore improvvisamente per un ictus. La sua personalità - e questa è l'idea originale dell'autore - si salva fondendosi con Smith e Eunice nella testa di Joan. 
La donna emigra sulla colonia lunare oramai perfettamente autosufficiente, per dare un futuro migliore al discendente ma ben presto iniziano i sintomi del rigetto del trapianto, appena in tempo per portare alla luce il neonato.

## Critica
Dopo averne completato la prima stesura, Heinlein fu colpito da una gravissima peritonite per la quale attraversò una lunghissima convalescenza. Si ritiene che il romanzo sia stato pubblicato grezzo, privo dell'attenta revisione e ripulitura tipica dell'autore.

### Edizioni
- Robert A. Heinlein, Non temerò alcun male, collana Tascabili Bompiani, traduzione di Adriana dell'Orto, n. 51, Milano, Bompiani, luglio 1977.

### Fonti critiche
- (EN) James Daniel Gifford, The New Heinlein Opus List, in Robert A. Heinlein: A Reader's Companion (PDF), Nitrosyncretic Press, 2000, ISBN 978-0-9679874-1-5. URL consultato il 12 ottobre 2015.